# Gordonia tiantangensis
Gordonia tiantangensis är en tvåhjärtbladig växtart som beskrevs av L.L. Deng och G.S. Fan. Gordonia tiantangensis ingår i släktet Gordonia och familjen Theaceae. Inga underarter finns listade i Catalogue of Life.